# Hærens Parkområde
Hærens Parkområde var en regimentslignende myndighed under Hærens Materielkommando, hvis hovedopgave var at drive Hærens del af Forsvarets centrale lager med lagringen af alt fra knappenåle til kampvogne. Hovedopgaverne består i udlevering af udstyr til personel i Hæren samt transport af eksempelvis ammunition, våben og medicin til militære enheder. Til opbevaring af materiellet fandtes syv depoter forskellige steder i Danmark med hovedsæde i Hjørring.
Øvrige opgaver omfattede drift af Hærens Materielkommandos kaserner og bygninger samt afholdelse af auktion over unødvendigt materiel.
I betegnelsen parkområde skal park forstås på samme måde som i vognpark.
Siden 1995 har  man i samarbejde med Skov- og Naturstyrelsen lavet drift- og plejeplaner for løbende genoprettelse af mange naturområder hvor man har eller havde haft depoter.
Hærens Parkområde blev nedlagt med udgangen af 2006, idet depotopgaven overgik til Forsvarets Depot og Distribution under Forsvarets Materieltjeneste mens driften af kaserner og arealer overgik til Forsvarets Bygnings- og Etablissementstjeneste.

## Ekstern henvisning
FOV Nyhedsbrev nr. 15, 2002 Arkiveret 17. februar 2005 hos  Wayback Machine